# Jaapiella knautiae
Jaapiella knautiae är en tvåvingeart som beskrevs av Rubsaamen 1917. Jaapiella knautiae ingår i släktet Jaapiella och familjen gallmyggor. Inga underarter finns listade i Catalogue of Life.